# Белов, Григорий Дмитриевич
Григорий Дмитриевич Белов (25 марта [6 апреля] 1898, Вахонькино, Череповецкий уезд, Новгородская губерния, Российская империя — 1979) — советский археолог и музейный работник. Является автором более 100 научных работ. В их числе монографическое исследование «Херсонес Таврический». В 1944 году становится кандидатом Исторических Наук
В 1924—1926 участвовал в археологической экспедиции в Керчь и Херсонес Таврический где после археологической конференции 1927 года, спустя небольшой промежуток времени становится научным сотрудником Херсонесского Музея, а также заведующим античного отдела и заместителем директора по научной работе.

## Биография
Родился 25 марта (7 апреля по новому стилю) 1898 года в Череповецком уезде Новгородской губернии в крестьянской семье.

### Образование
Окончив в 1912 году училище, Григорий поступил в Новгородскую учительскую семинарию. По завершении обучения в семинарии, в 1917 году начал работать учителем в родных местах. После Октябрьской революции одновременно с работой преподавателя трудился на посту секретаря отдела народного образования.
В 1920 году решил продолжить свое образование и поступил на факультет общественных наук Ленинградского государственного университета (ныне Санкт-Петербургский государственный университет). В годы учёбы в вузе всё так же продолжал работать преподавателем в школе.

### Деятельность
Окончив университет в 1924 году, в следующем году Григорий Белов стал научным сотрудником Херсонесского музея (ныне Музей-заповедник Херсонес Таврический). В течение многих лет он заведовал античным отделом и был заместителем директора музея по научной работе, а в 1931—1933 годах являлся директором музея. В эти же годы он написал ряд своих работ на исторические темы.
В 1927 году конференция археологов в Херсонесе приняла решение о раскопках древнего города в прибрежной полосе, которая быстрее всего разрушалась под воздействием природных сил. Раскопки были поручены Г. Д. Белову, начаты в 1931 году и продолжались до конца его жизни. В 1935 году стал автором открытия — херсонесской базилики.
В 1938 году Григорий Дмитриевич перешел на работу в отдел античного мира Государственного Эрмитажа, где заведовал отделением Греции и Рима, затем стал главным хранителем отдела и в 1951—1953 годах — главным хранителем всего музея. Принимал деятельное участие в спасении ценностей Эрмитажа в годы Великой Отечественной войны, в их хранении в условиях эвакуации, и в восстановлении Эрмитажа после окончания войны. В этот период времени также написал ряд работ, в частности посвящённых Пергамскому алтарю и танагрским терракотовым статуэткам.
Умер в 1979 году.